# Napier Peak
Il Napier Peak è un picco roccioso parzialmente privo di ghiaccio, alto 340 m, nella Penisola Hurd situata nel settore orientale dell'Isola Livingston, che fa parte delle Isole Shetland Meridionali, in Antartide. 
È collegato a nord al Charrúa Gap da un valico ghiacciato largo 1,5 km, a sud-sudovest è collegato alla Mirador Hill da una sella ghiacciata. Sormonta il Ghiacciaio Johnsons a nordovest e ovest, il Ghiacciaio Hunter a est e la False Bay a sud.
La denominazione è stata assegnata in onore di William Napier, capitano del veliero americano Venus, di New York, che visitò le Isole Shetland Meridionali nel 1820-21.

## Localizzazione
Il picco è posizionato alle coordinate 62°40′17.4″S 60°19′30.5″W, 2,05 km a sudest del Charrúa Ridge, 3,21 km a sudovest del Willan Nunatak, 6,79 km a nordovest del St. Cyril Peak e 2,2 km a nord-nordest del Moores Peak.
Mappatura spagnola da parte del Servicio Geográfico del Ejército nel 1991; rilevazione topografica bulgara nel 1995/96 e nel corso della spedizione investigativa Tangra 2004/05 e mappatura nel 1996, 2005 e 2009.

## Mappe
- Isla Livingston: Península Hurd. Mapa topográfico de escala 1:25000. Madrid: Servicio Geográfico del Ejército, 1991. (Map reproduced on p. 16 of the linked work)
- L.L. Ivanov. Livingston Island: Central-Eastern Region. Scale 1:25000 topographic map.  Sofia: Antarctic Place-names Commission of Bulgaria, 1996.
- L.L. Ivanov et al. Antarctica: Livingston Island and Greenwich Island, South Shetland Islands. Scale 1:100000 topographic map. Sofia: Antarctic Place-names Commission of Bulgaria, 2005.
- L.L. Ivanov. Antarctica: Livingston Island and Greenwich, Robert, Snow and Smith Islands. Scale 1:120000 topographic map.  Troyan: Manfred Wörner Foundation, 2009.  ISBN 978-954-92032-6-4
- Antarctic Digital Database (ADD). Scale 1:250000 topographic map of Antarctica. Scientific Committee on Antarctic Research (SCAR). Since 1993, regularly upgraded and updated.
- L.L. Ivanov. Antarctica: Livingston Island and Smith Island. Scale 1:100000 topographic map. Manfred Wörner Foundation, 2017. ISBN 978-619-90008-3-0